# La Coupe (film)
Pour les articles homonymes, voir La Coupe.
Pour plus de détails, voir Fiche technique et Distribution.
La Coupe (tibétain : ཕོར་པ, Wylie : phor pa, THL : Phörpa) est un film australo-bhoutanais réalisé par Khyentse Norbu, sorti en 1999.

## Synopsis
Alors que la Coupe du monde de football 1998 est disputée en France, Palden et Nyima, deux jeunes tibétains ayant fui leur pays arrivent dans un monastère bouddhiste au nord de l'Inde. Ils y reçoivent leur ordination à la vie monastique, mais celle-ci va rapidement laisser place à la passion du football. Palden se retrouve entraîné par Orgyen, son camarade de chambre, à regarder la nuit le match des quarts de finale dans le village voisin. Sur le chemin du retour, ils sont pris sur le fait par le geko, le maître de discipline du monastère, qui les punit. Avec l’approche de la finale, Orgyen réussit, non sans peine, à autoriser la diffusion de la finale de la Coupe du Monde au monastère. Ne possédant cependant pas de télévision, une course contre la montre commence afin de récolter assez d’argent pour en louer une. Après de nombreux obstacles, les résidents du monastère réussissent finalement par regarder la finale France-Brésil tous ensemble.

## Fiche technique
- Titre : La Coupe
- Titre original : Phörpa (en tibétain)
- Titre international anglais : The Cup
- Réalisation et scénario : Khyentse Norbu
- Décors : Raymond Steiner
- Photographie : Paul Warren
- Montage : John Scott
- Production : Raymond Steiner, Malcolm Watson
- Société de distribution : Fine Line Features (USA) et Pyramide (FR)
- Pays d'origine :  Australie et  Bhoutan
- Langues originales : tibétain et hindi
- Format : couleur - 1,85:1 - son Dolby Digital
- Genre : Comédie / Sport
- Durée : 93 minutes
- Dates de sortie :
  -  Canada : 29 août 1999 (Festival de Montréal) ; 11 septembre 1999 (Festival de Toronto)
  -  Allemagne : 28 octobre 1999
  -  Italie : 29 octobre 1999
  -  France : 15 mars 2000
  -  Australie : 20 avril 2000
  -  Suisse : 11 novembre 1999
  -  Royaume-Uni : 19 novembre 1999
  -  Québec : 19 mai 2000

## Distribution
- Kunsang Nyima : Palden
- Pema Tshundup : Nyima
- Orgyen Tobgyal : le geko
- Neten Chokling : Lodo
- Jamyang Lodro : Orgyen, le compagnon de chambre de Palden qui l'entraîne au village voisin
- Lama Chonjor : Abbot
- Godu Lama : un vieux lama
- Kunsang : moine cuisinier
- Raj Baboon : conducteur du taxi